# Béla Bollobás

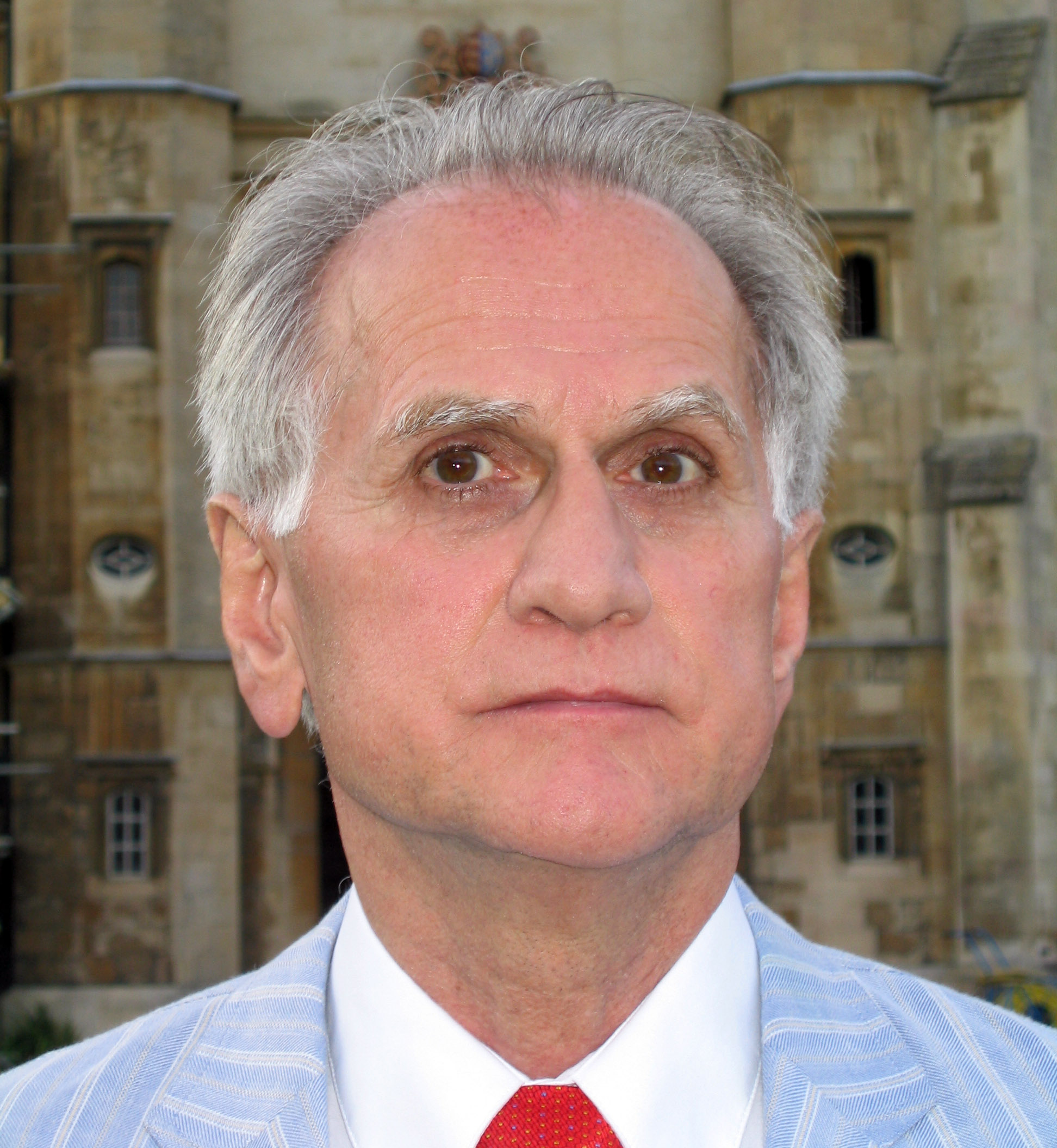
Béla Bollobás

Béla Bollobás (Boedapest, 3 augustus 1943) is een vooraanstaand Hongaars wiskundige. Hij heeft werk verricht op het gebied van de analyse en is tegenwoordig gespecialiseerd in combinatoriek en grafentheorie.